# Veľká Rakytová

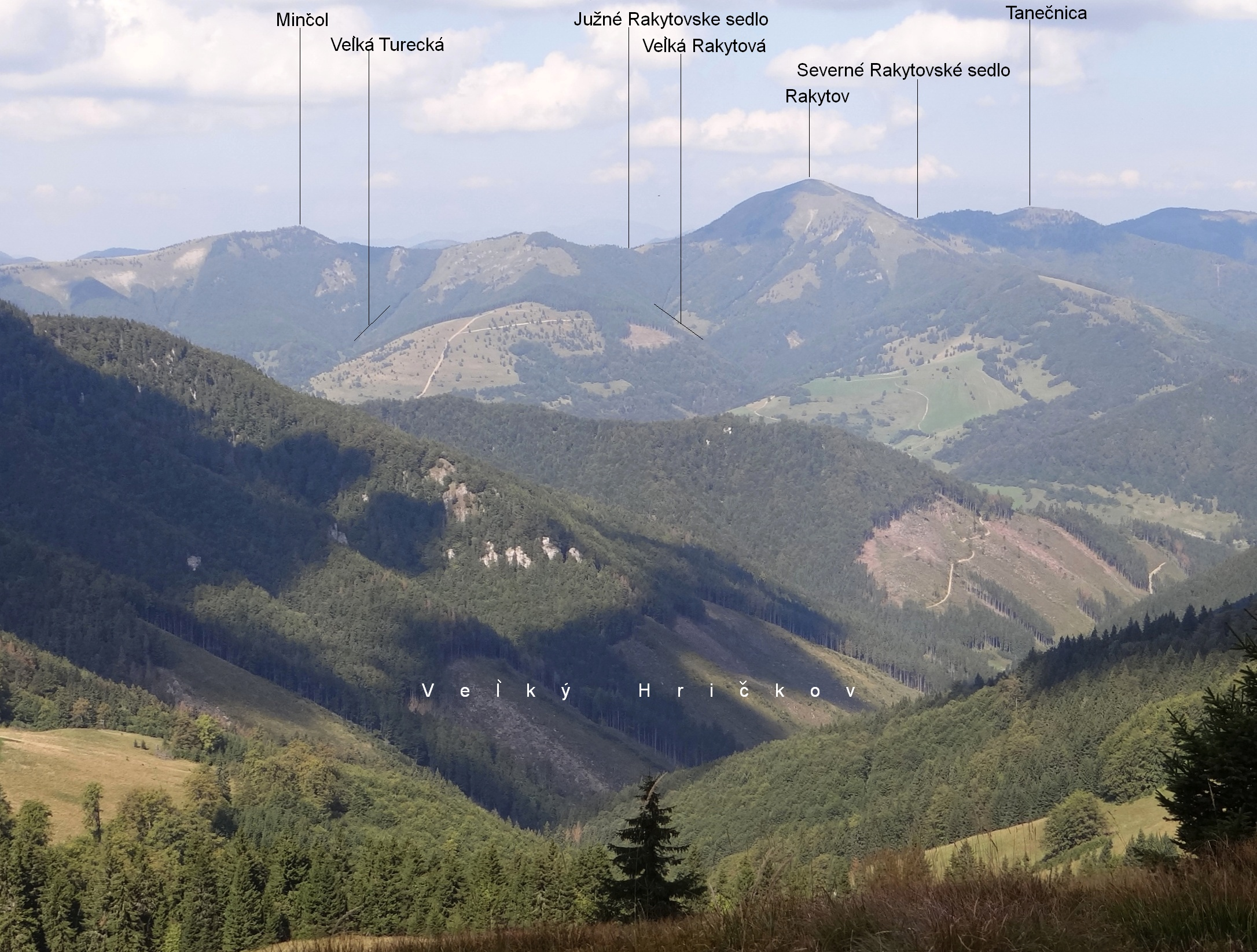
Widok z grzbietu Zwolenia

Veľká Rakytová – dolina w Wielkiej Fatrze na Słowacji. Jest orograficznie lewym odgałęzieniem Doliny Rewuckiej (Revúcka dolina). Ma wylot na wysokości około 650 m w połowie odległości między miejscowością Liptovská Osada i osadą Nžne Revucé należącą do miejscowości Liptovské Revúce. Górą podchodzi pod przełęcz Južné Rakytovské sedlo (około 1405 m). Jej zbocza tworzą grzbiety Rakytova (1567 m) i Minčola (1398 m).
Dolina jest kręta i jej dno porasta las, ale duża część zboczy jest trawiasta. Są to hale pasterskie, powstałe podczas kilkuwiekowego pasterstwa przez wyrąb lub tzw. cerhlenie. Dnem doliny spływa potok będący dopływem rzeki Revúca. Doliną nie prowadzi żaden szlak turystyczny.

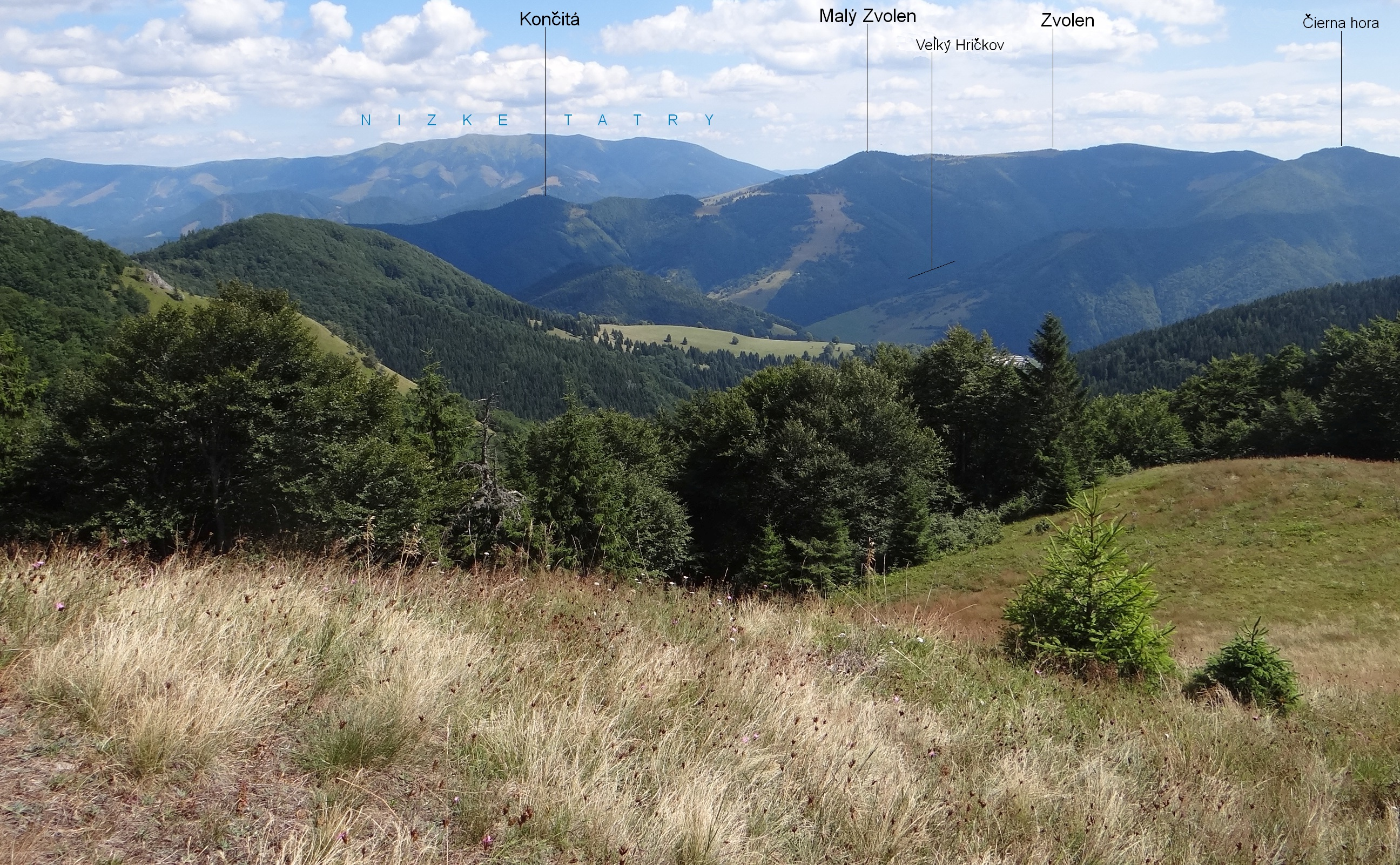
Widok z zachodnich zboczy Rakytova